# Huslenky
Huslenky – gmina w Czechach, w powiecie Vsetín, w kraju zlińskim. Według danych z dnia 1 stycznia 2012 liczyła 2185 mieszkańców.
Gmina powstała w 1949 w wyniku podziału gminy Hovězí.